# Klärchenbrücke
Die Klärchenbrücke ist eine Straßenbrücke im Hamburger Stadtteil Winterhude. Mit ihr quert die gleichnamige Straße den Leinpfadkanal.

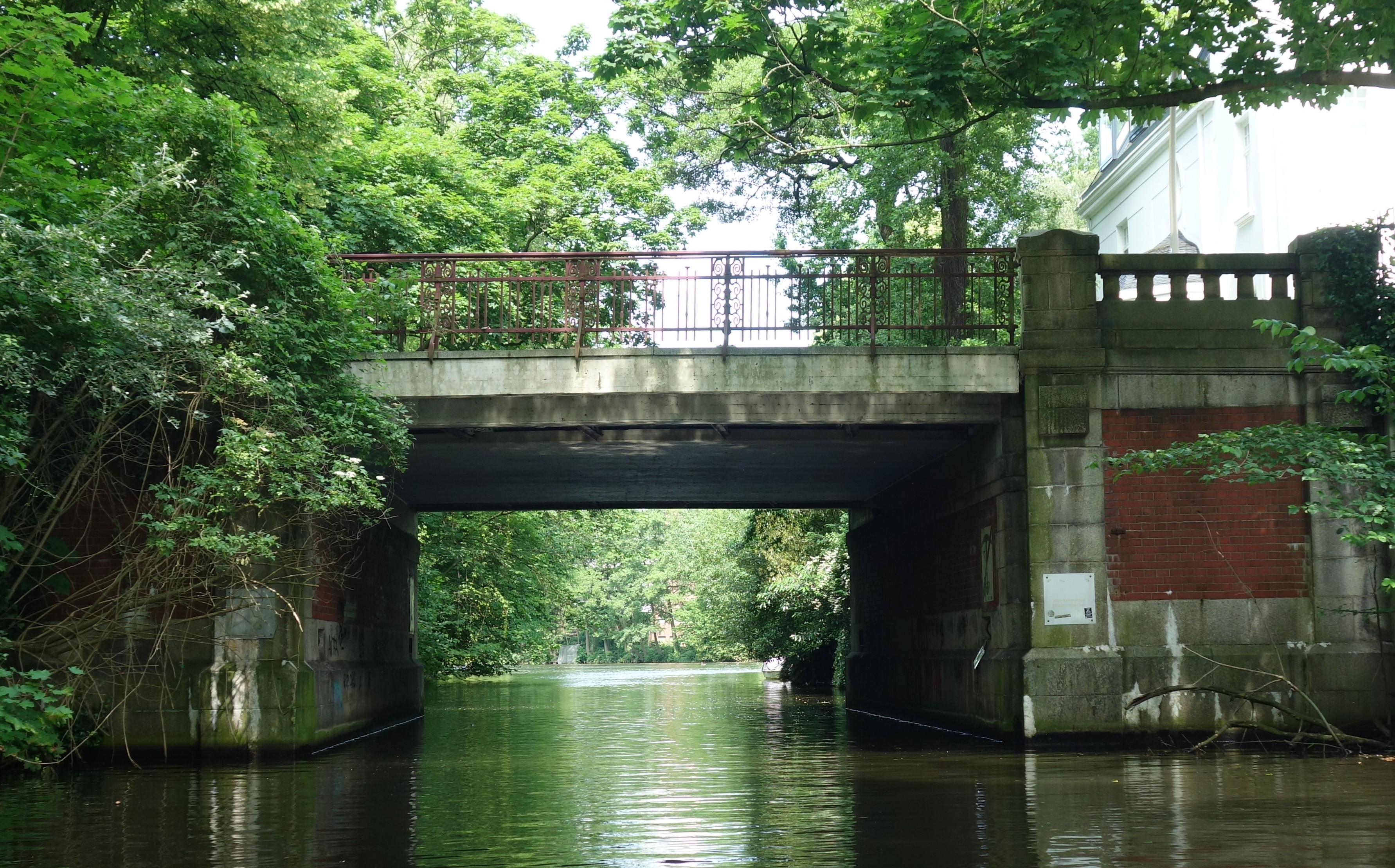
Klärchenbrücke

Die Klärchenbrücke ist nach der Winterhuder Klärchenstraße benannt. Diese wiederum trägt ihren Namen in Erinnerung an die zweite Ehefrau des hier ehemals ansässigen Großgrundbesitzers Adolph Sierich.
Die Widerlager der Klärchenbrücke sind mit Naturstein und Ziegelstein verkleidet. Sie hat eine relativ geringe Spannweite von 7 Metern.
An dieser Stelle stand ursprünglich eine im Jahr 1890 von Oberingenieur Andreas Meyer entworfene Holzbrücke. Diese wurde im Jahr 1909 gegen eine Konstruktion aus Stein und Stahl ersetzt.
Die Brücke steht unter Denkmalschutz und ist mit der Nummer 21864 als Baudenkmal in der Denkmalliste der Hamburger Kulturbehörde aufgeführt.